# Alphonse Tanguy
Alphonse Tanguy, alias "Alex" (parfois également "Tual", "Cléo", Mérode"), né à Lorient le 14 mars 1896, abattu par la Gestapo à Paris le 5 novembre 1943, ingénieur des Arts et Métiers, est un résistant, membre du service de renseignement français La Confrérie Notre-Dame (CND).
Il vole les plans ultrasecrets des cinq bases sous-marines allemandes de l'Atlantique, prend la direction du secteur lorientais, met en place une liaison maritime pour l'Angleterre, prend ensuite la direction du réseau en Bretagne et assure la direction générale du réseau CND à partir d'octobre 1943.

## Biographie
Alphonse Tanguy est le fils d'Alphonse-Olivier Tanguy, forgeron au port de Lorient, et d'Anne-Marie Jacquesson, bouchère. Il fit ses premières études au lycée de sa ville natale. Il désirait ardemment être officier de marine. Il est élève, de 1910 à 1913, à l'École Nationale Professionnelle Eugène-Livet de Nantes. Il intègre en 1913 l'École des Arts et Métiers d'Angers.
Mais la Première Guerre mondiale éclate le 2 août 1914 et provoque la mobilisation des élèves et l'interruption de leurs études. A. Tanguy, âgé de 18 ans, s'engage pour la durée de la guerre, qu'il termine avec le grade de sous-lieutenant. Au printemps 1919 se retrouvent à Angers les démobilisés de toutes armes et en 1920, Alphonse Tanguy devient ingénieur des Arts et Métiers.
C'est en Roumanie que se déroule sa carrière professionnelle de 1920 à 1940. Il devient ingénieur dans l'industrie d'extraction et de raffinage du pétrole à Ploiești. Il se marie le 20 mai 1932 avec Zoé, une Roumaine, d'origine de Moldavie.
À la déclaration de guerre de septembre 1939, il est mobilisé sur place, en tant qu'officier de réserve affidé du 2e Bureau. En avril 1940, après un très bref séjour en France où ses chefs l'ont appelé, il retourne en Roumanie où il est chargé d'une mission d'action. Ayant fait sauter un train allemand, il est soupçonné. Il est arrêté et emprisonné, mais avec des complicités locales, il s'évade  en juillet 1940 et regagne la France en avion. Il laisse sa femme en Roumanie.
Il rentre à Lorient (il loge chez sa sœur) avec l'intention bien arrêtée de ne pas rester inactif et de mettre à profit son expérience d'"agent secret". Parlant parfaitement l'allemand, il répond à une offre d'emploi d'ingénieur à la base sous-marine de Lorient.

### Vol de plans allemands ultra-secrets
En novembre 1941, Guy Lenfant (alias « Lebreton »), du réseau Confrérie Notre-Dame (CND), entre en contact avec A. Tanguy. Il le présente à Robert Jude (alias « Lavocat ») et à Le Bayon (alias « Loyer ») à Lorient. Tanguy énumère les services qu'il peut rendre en tant qu'ingénieur à l'arsenal. Peu après, Lebreton emmène sa recrue à Paris pour le présenter au chef du réseau Rémy (qui a créé en août-septembre 1940, un réseau de renseignement français qui prendra plus tard le nom de CND). Cette rencontre a lieu probablement le 30 novembre 1941. Rémy lui indique une liste de renseignements concernant les bases allemandes de sous-marins qui seraient utiles pour la RAF.
En décembre, profitant d'une permission en Allemagne de son chef, Alex vole, dans le coffre allemand aux documents secrets de la base, dans leur intégralité, les plans allemands authentiques des bases sous-marines de Lorient, de Brest, de Saint-Nazaire, de La Pallice et de Bordeaux (il prélève un exemplaire sur les douze existants).
C'est probablement le 21 décembre 1941, qu'Alex remet à Rémy, à Paris le colis de la taille d'une malle. Les plans sont expédiés en Angleterre vers le 27 février 1942. Ces plans, tous marqués "ultrasecrets" (Streng Geheim), constituent une information exceptionnelle qui frappa les esprits outre-Manche,.

### Mise en place du réseau lorientais
En janvier 1942, Alex commence à organiser le sous-réseau lorientais du réseau CND. Il recrute Clément Crochet (alias « Mariette ») qui travaille comme lui à la section allemande de l'arsenal, l'armateur Maurice Le Léon (alias « Le Colonial »), Jeanne Guédez (alias « Geai »). En février, il recrute Paul Réveil (alias « Jaz »), agent technique à l'arsenal, Georges Gaigneux (alias « Goéland »), chef de bureau à la mairie de Lorient, Jeanne Le Bozec qui travaille au secrétariat de la section des ateliers de l'arsenal (direction française) et Alain de Beaufort (alias « Léger »), jeune garagiste qui dispose d'une voiture à gazogène. En avril, il recrute Gustave Colzy qui effectue le montage des ponts roulants à la base sous-marine.
Depuis début mai, l'activité du réseau lorientais est devenue intense. Paul Réveil s'intéresse aux sous-marins que l'on carène alors aux bassins I et II de l'arsenal. Le docteur Le Crom (Yves Le Crom-Hubert alias « Yvonne »), recruté par Rémy en 1940, fournit des informations sur les défenses côtières et les cantonnements allemands. Maurice Le Léon, Clément Crochet et des agents occasionnels apportent leur moisson de renseignements.
Rémy retrouve à Lorient Georges Facq (alias « Favreau ») spécialiste des questions aéronautiques. Il lui ordonne de s'engager dans l'organisation Todt pour voir de plus près les travaux en cours à Lann-Bihoué. Au bout de quelques jours, le 14 mai 1942, Favreau apporte à Paris un jeu de plans qu'il a relevés.
Le docteur Le Crom recherché par les Allemands quitte le réseau lorientais pour la zone non occupée où il fonde à Nice le réseau Tartane-Masséna.

### Mise en place d'une liaison maritime
Cependant Rémy s'inquiète des difficultés et des dangers que présentent les liaisons aériennes. Il serait sans doute plus facile et surtout bien plus discret d'organiser des rendez-vous en mer pour acheminer le courrier et assurer dans les deux sens le passage des agents de la France libre. Fin mars 1942, Rémy confie le soin de préparer les liaisons maritimes à Alex. Alex organise ainsi un réseau de liaison et d'évasion maritime vers l'Angleterre à partir du port de Pont-Aven. Pour cela il acquiert une première barque de pêche de 8 m "Les Deux Ange" (Ange est le prénom des deux constructeurs du bateau) qui assure au large des Glénan la liaison avec un chalutier venu d'Angleterre et recrute un équipage de 3 marins, Louis Yéquiel, patron, Gildas Bihan et Paul Bihan, matelots.
Le 31 mai 1942, A. Tanguy démissionne de ses fonctions à la base sous-marine de Lorient afin d'être plus libre de ses mouvements. Il promet à Rémy de ne plus se rendre à Lorient.
La première mission est effectuée le 17 juin 1942 (après une première tentative le 20 mai 1942) : il s'agit de l'évacuation de Rémy et de sa famille pour l'Angleterre.
Rémy est de retour d'Angleterre vers le 20 septembre 1942. Mais la prise en charge par "Les Deux Anges" (un s a été ajouté à Ange) est impossible et l'opération est annulée. Elle réussit enfin le 14 octobre 1942.

### Développement du réseau CND Bretagne
Alex est devenu, pour le réseau Confrérie Notre-Dame, le responsable du secteur Bretagne. Un sous-réseau a été reconstitué à Saint-Brieuc (il avait été anéanti en mai 1942). Il recrute, en septembre 1942, Jean Sciou (alias « Faucon »), clerc de notaire à Erdeven, pour s'occuper du secteur entre le secteur de la presqu'île de Quiberon qui est dirigé par Roger Le Bayon et celui dirigé directement par Alex entre la Rivière d'Étel et Concarneau.
En octobre 1942, comme Max Petit doit partir à Londres, Rémy demande à Alex de devenir son adjoint. Alex objecte l'importance de la tâche qu'il assume en Bretagne et c'est finalement Jean Tillier qui devient le second de Rémy.
Pour assurer la sécurité de la liaison maritime, Alex double "Les deux Anges" par l'achat fictif (grâce à Maurice Le Léon) en octobre 1942 d'un autre bateau, le chalutier "Le Papillon des Vagues". En 1943, Alex achète un troisième bateau "Le Héros de Cirey", un sloop à voiles et à moteur.
Les bombardements de janvier et février 1943 sur Lorient ont porté un rude coup à "Armor" (nom de l'"Agence" de CMD entre Vannes et Lorient). L'évacuation de la ville provoque la dispersion des agents du réseau qui y travaillent. Lors des attaques aériennes de janvier les bombes incendiaires ont détruit "Le Héros de Cirey" et endommagé "Le Papillon des Vagues". Alex achète alors un quatrième bateau le "Général Charette" qui doit cependant être réparé.
Au cours de l'été 1943, il s'occupe à mettre en place un peu partout en Bretagne des unités de combat et de renseignement (UCR). Il s'agit, d'après une idée du colonel Passy, de confier à des personnes qui n'ont eu jusqu'ici aucune activité dans le réseau, un dépôt d'armes et un poste émetteur. Ce matériel ne sera utilisé qu'au moment du débarquement allié.

### Fin tragique
Vers octobre 1943, Jean Tillier, parti en Angleterre, confie la direction intérimaire du réseau à Alex, qui doit donc consacrer presque tout son temps à la centrale. Alex confie à Jean Sciou la direction du service de renseignements pour la Bretagne et le Cotentin, dont il ne peut plus s'occuper personnellement.
L'arrestation du chef-radio Robert Bacqué (alias « Tilden ») le 4 novembre 1943, est suivi, en quelques semaines, de la destruction du réseau. En effet, "Tilden" passe immédiatement au service de l'ennemi et dès le 5 novembre, "Masuy", chef de ce qu'on appellera la Gestapo de l'avenue Henri Martin, se présente avec quatre hommes au garage SARVA appartenant à Francis Drion, 64 boulevard de la Somme, près de la Porte de Champerret, où se trouve la centrale du réseau. Alphonse Tanguy, venu reprendre des documents, est abattu d'une rafale de mitraillette par un feldgendarme. Francis Drion est également abattu.
Une rue de Lorient porte son nom en son honneur.
Une plaque commémorative a été apposée à Riec-sur-Bélon avec la mention suivante : « C'EST DANS CETTE MAISON QU'ALPHONSE TANGUY DIT ALEX CHEF DU SECTEUR LORIENTAIS DU RESEAU DE LA FRANCE LIBRE «CONFRERIE NOTRE-DAME» PREPARA LA PREMIERE LIAISON MARITIME AVEC L'ANGLETERRE QU'IL FIT EN PARTANT DE LA BARQUE «LES DEUX ANGES» LE 17 juin 1942 ET FUT SUIVIE DE BEAUCOUP D'AUTRES JUSQU'AU 5 novembre 1943, JOUR OU ALEX FUT TUE A PARIS PAR LA GESTAPO. EN RECONNAISSANCE HOMMAGE DE REMY ».

## Distinctions
- Chevalier de la Légion d'honneur (30 décembre 1931)[8]
- Croix de guerre 1914–1918
- Médaille de la Résistance française avec rosette (31 mars 1947)[9]

## Personnalité d'Alphonse Tanguy
« Alex dans mon souvenir et dans mon estime, est demeuré le meilleur de tous les meilleurs. »

— Rémy

« Quels que furent les événements et les difficultés auxquels il eut à faire face, Alex sut toujours garder une grande maîtrise de soi et une lucidité d'esprit exceptionnelle... Tout en restant simple, se mettant à la portée de tous, Alex savait par son autorité, nous guider dans notre devoir et, malgré les gros risques, réussissait à nous faire partager son calme et ses espoirs. »

— Marie Berthou, mère d'Alain Berthou (alias « Perrine »)

« On peut le citer en exemple. Il n'y eut jamais un homme plus droit, plus loyal, plus courageux et quoique ignoré de la foule, il reste une des plus pures figures de la Résistance, ceux de la CND ne doivent pas l'oublier. »

— Olivier, Jacques Courtaud (alias « Jacot »)

« Je me souviens très bien d'Alex. C'était une joie de travailler avec lui, il était très doux et très compréhensif. Je suis sans doute le dernier de nous à l'avoir vu. Il était allongé au fond de la voiture de la Gestapo, avec le corps de mon père. Mais je tiens à détruire une légende. Ces deux grands Français ne se sont pas jetés dans la gueule du loup en connaissance de cause. Ils étaient tous deux ignorants de la présence des Allemands dans notre bureau. Cela, moi j'en suis persuadé ! »

— Alain Drion (alias « Voisin »), fils de Francis Drion

« Un après-midi, à Concarneau, vers 16 heures, je me trouvais en présence d'un homme d'une quarantaine d'années, avec une moustache rousse, habillé en marin, pantalon et vareuse "bleus de chauffe", casquette de drap, tenant dans ses mains un vélo... Toute cette conversation se passa dans le calme et, toujours comme un père de famille, il n'avait pas l'air de donner des ordres, mais de demander un grand service pour lui personnellement. À cet homme, je ne pouvais rien refuser, je lui avais déjà sacrifié ma vie. »

— René Le Carval, commandant du bateau "Le Papillon des Vagues"

« Des ordres ? Non ! La demande en deux mots de la mission impossible, appuyée de la sûreté de son regard clair, vous ôtant toute envie d'élever la moindre objection. Du panache ? Aucun, tout apparaissant comme élémentaire évidence. De la distance ? Non plus ! De la méfiance ? À peine ! De la confiance ? Pas même ! Mais quoi alors ? Tout qui se sent, et rien qui puisse s'exprimer. Oui, c'était cela Alex, avec sa prodigieuse activité sereine, son audace, son esprit de décision, sans phrases, dans la simplicité. Une VOLONTÉ et une seule. »

— Jean Sciou (alias « Faucon »)

### Sources et bibliographie
Ouvrages
- Roger Leroux, Le Morbihan en guerre 1939-1945, Imprimerie de la Manutention, Mayenne, Éd. à compte d'auteur, 1986, 5e éd., 672 p. (OCLC 6146067)
- Henri de Grandmaison, Rémy : le plus grand agent secret de la France Libre, Éd. Les Chemins de la Mémoire, novembre 2003, 92 p. (ISBN 978-2-84702-064-9)
- CND-Castille, À la mémoire d'Alphonse Tanguy "Alex", CND, 1968, 37 p.

Sur le Web
- Michel Kerézéon, « Alphonse Tanguy, dit Alex, un ingénieur, résistant de l'ombre », mars 2010 (consulté le 31 janvier 2012)
- « L'organisateur des liaisons maritimes : Alphonse Tanguy ("Alex") », Yves Chanier et l'Amicale du réseau CND Castille (consulté le 1er février 2012)
- Olivier Courtaud, pseudo « Jacot », « Le souvenir d'Alex », Yves Chanier et l'Amicale du réseau CND Castille, septembre 1963 (consulté le 1er février 2012)

 : document utilisé comme source pour la rédaction de cet article.